# Đại hội kết tập kinh điển Phật giáo lần thứ tư
Đại hội kết tập kinh điển Phật giáo lần thứ tư là tên gọi chung cho hai đại hội kết tập kinh điển Phật giáo riêng rẽ.

## Đại hội tại Sri Lanka
Một đại hội của phái Nguyên Thủy Trưởng Lão Bộ diễn ra vào khoảng năm 25 TCN tại chùa Thūpārama ở kinh đô Anuradhapura của Tích Lan. Cũng có thuyết cho rằng đại hội này diễn ra vào khoảng 400 năm sau khi Đức Phật qua đời và được vua Vattagàmani bảo trợ. Lại có thuyết nữa cho rằng Đại hội này diễn ra vào năm 232 TCN (năm Phật lịch 313) thời vua Devanampiya Tissa (trị vì 307 - 267 TCN, mất 267 TCN).
Thành quả của cuộc kết tập này của phái Thượng tọa bộ là bộ kinh điển bằng tiếng Pali, được viết lên lá cọ và được truyền bá sang xứ của người Môn ở Myanmar, Thái Lan, Campuchia, Lào ngày nay.

## Đại hội tại Kashmir
Một đại hội nữa tại Kashmir là của phái Thuyết nhất thiết hữu bộ, diễn ra vào khoảng 400 năm sau khi Đức Phật qua đời (tức khoảng năm 78 TCN) tại thành Kasmira nước Kushan dưới sự bảo hộ của vua nước này là Kanishka. Chủ tọa đại hội là Vasumitra (Thế Hữu). Số đại biểu là 500 người. Mục đích của đại hội là hệ thống hóa lại các bộ luận của phái Thuyết nhất thiết hữu bộ. Thành quả của cuộc kết tập của phái Thuyết nhất thiết hữu bộ là 3 bộ luận bằng chữ Phạn gồm 300 ngàn bài kệ và 9,6 triệu từ được khắc trên các lá đồng.
Cũng có thuyết cho rằng đại hội này diễn ra vào khoảng 500 năm sau khi Đức Phật qua đời, thời gian đại hội kéo dài tới 12 năm và chủ tọa là Ca-chiên-diên tử, chấp bút là bồ-tát Mã Minh. Số đại biểu là 1.000 người. Thành quả là một bộ luận tên là Phát Trí luận gồm 8 phần. Thuyết này ít được các học giả công nhận.